# La Serre
La Serre é uma comuna francesa na região administrativa de Occitânia, no departamento de Aveyron. Estende-se por uma área de 18,52 km². Em 2010 a comuna tinha 126 habitantes (densidade: 6,8 hab./km²).